# Za zvuků hudby
Za zvuků hudby (v originále The Sound of Music) je americký muzikálový film režiséra Roberta Wise z roku 1965, založený na stejnojmenném broadwayském muzikálu a biografické knize Marie von Trappové. V hlavních rolích vynikli herci Julie Andrewsová a Christopher Plummer. Snímek byl nominován na deset Oscarů, z nichž pět, včetně Oscara za nejlepší film, skutečně obdržel. Řadí se ke komerčně nejúspěšnějším filmovým dílům.

## Synopse
Děj snímku se odehrává v Rakousku třicátých let, před násilným připojením k Německu. Pojednává o mladé temperamentní a kurážné novicce Marii, kterou matka představená pošle jako guvernantku do rodiny ovdovělého námořního kapitána-barona Georga von Trapp. Ten má sedm dětí, které hudbymilovná Marie napřed naučí zpěvu a následně se provdá za jejich otce, aby nakonec všichni prchli před nacisty do USA.

## Hrají

### Hlavní role
- Julie Andrews jako Marie
- Christopher Plummer jako kapitán Von Trapp
- Eleanor Parker jako baronka
- Richard Haydn jako Max Detweiler
- Peggy Wood jako matka představená

### Vedlejší role
- Charmian Carr jako Liesl
- Heather Menzies-Urich jako Louisa
- Nicholas Hammond jako Friedrich
- Duane Chase jako Kurt
- Angela Cartwright jako Brigitta
- Debbie Turner jako Marta
- Kym Karath jako Gretl
- a další

## Další tvůrci
- Zpěv: Angela Cartwright
- Výtvarník: Richard Lawrence, Leon Harris, Harry Kemm, Maurice Zuberano
- Masky: Margaret Donovan, Ben Nye, Willard Buell, Ray Forman
- Výkonný producent: Peter Levathes, Richard D. Zanuck
- Asistent režie: Richard Lang, Maurice Zuberano
- Výprava: Boris Leven

## Výroba
Natáčen byl kromě Rakouska v Bavorsku a ve filmových studiích korporace 20th Century Fox v Kalifornii.

## Ocenění
Film získal pět Oscarů:
- Oscar za nejlepší film
- Oscar za nejlepší režii (Robert Wise)
- Oscar za nejlepší zvuk (James Corcoran, Fred Hynes)
- Oscar za nejlepší střih (William H. Reynolds)
- Oscar za nejlepší hudbu (Irwin Kostal)
- nominován na dalších pět

Film též získal dva Zlaté glóby:
- Zlatý glóbus za nejlepší hudební nebo komediální film
- Zlatý glóbus za nejlepší herečku v hudebním nebo komediálním filmu (Julie Andrews)
- nominován na další dva

Dále film získal jednu cenu BAFTA (nejlepší britská herečka – Julie Andrewsová).